# Циркуль (созвездие)
Ци́ркуль (лат. Circinus) — маленькое тусклое созвездие южного полушария неба к западу от Наугольника и Южного Треугольника, рядом с α Центавра. Введено французским астрономом Николя Луи де Лакайлем в 1756 году. На территории России и всего бывшего СССР созвездие не наблюдается. Самая яркая звезда созвездия — α Циркуля, двойная система 3,2 визуальной звёздной величины. В XX веке в созвездии были зарегистрированы две новые звезды, а также обнаружен остаток сверхновой SN 185, вспышку которой наблюдали китайские астрономы в 185 году. В созвездии расположена галактика Циркуль, открытая в 1977 году; она является ближайшей сейфертовской галактикой к нашему Млечному Пути.

## История
В 1756 году французский астроном Никола Луи де Лакайль предложил ввести новое созвездие южного полушария неба под названием Циркуль (по-французски le Compas). Впервые оно было изображено на одной из звёздных карт Лакайля в 1754 году, однако не имело названия. Наименование Циркуль созвездие получило в 1763 году, когда Лакайль опубликовал карту звёздного неба с предложенными им латинскими названиями.

## Примечательные объекты
Созвездие Циркуля содержит лишь одну яркую звезду α Циркуля, имеющую 3,2 видимой звёздной величины. Эта двойная система находится на расстоянии 54 световых лет от α Центавра. К тому же она является быстро осциллирующей Ар-звездой, то есть пекулярной звездой, обладающей краткосрочными фотометрическими вариациями яркости. Вторая по яркости звезда — β Циркуля — относится к классу белых звёзд главной последовательности; она находится на расстоянии около 100 световых лет от нас. γ Циркуля представляет собой двойную систему, состоящую из субгиганта класса B5 IV и звезды главной последовательности класса F8 V.
В 185 году китайскими астрономами была зарегистрирована вспышка сверхновой SN 185, которая была видна на протяжении 8 месяцев. Сейчас можно наблюдать остаток этой звезды, которая упоминается в каталогах как RCW 86.
В настоящий момент открыты экзопланеты у двух звёзд созвездия Циркуль: HD 134060 и HD 129445. Планеты были открыты с помощью доплеровской спектроскопии в 2011 и 2010 г.г. соответственно.
В созвездии можно наблюдать галактику ESO 97-G13, известную как галактика Циркуль. Она находится на расстоянии около 13 миллионов световых лет от нас и имеет 26 тысяч световых лет в поперечнике. В ядре галактики происходят процессы, сопровождающиеся выделением большого количества энергии. В 1995 году в ней была зарегистрирована вспышка сверхновой SN 1996cr.
Также в созвездии расположен интересный объект под названием Циркуль X-1. Это рентгеновская двойная, содержащая нейтронную звезду, которая проявляет себя как чёрная дыра. Она стала таковой после катастрофического события вспышки сверхновой, произошедшей приблизительно 4600 лет назад. Данная система является одной из самых молодых, известных на данный момент науке.